# Wolfgang Zwickel
Wolfgang Zwickel (* 8. März 1957 in München) ist ein deutscher evangelischer Theologe und Emeritus für Altes Testament und Biblische Archäologie an der Johannes Gutenberg-Universität Mainz.

## Leben
Seine Studien der Evangelischen Theologie, Ägyptologie, Altorientalistik sowie Vor- und Frühgeschichte in München und Tübingen schloss Zwickel 1983 mit dem Examen in Evangelischer Theologie ab. Nach Mitarbeit an diversen Forschungsprojekten auf dem Gebiet der Biblischen Archäologie folgte 1986 eine Tätigkeit als Assistent für Altes Testament am Lehrstuhl von Martin Metzger in Kiel. 1988 promovierte er mit einer Studie über die Räucheropfer des Alten Testaments. 1992 schloss sich die Habilitation an. Die Habilitationsschrift untersuchte den Tempelkult in Kanaan und Israel.
Ab dem Jahr 1996 absolvierte er sein Vikariat in der Evangelischen Kirche von Westfalen. Aus diesem Grund erfolgt auch die Umhabilitation nach Bochum. In dieser Zeit übernahm Zwickel Lehraufträge an der Pädagogischen Hochschule Kiel, der Universität Hamburg und der Universität Osnabrück.
Von 1998 bis 2023 war er ordentlicher Professor für Altes Testament und Biblische Archäologie an der Universität Mainz.
Wolfgang Zwickel hat drei Kinder.

## Forschungsschwerpunkte
Zu den Forschungsschwerpunkten Zwickels gehört vor allem die Geschichte Israels, insbesondere die vorstaatliche und frühe Königszeit (Saul, David, Salomo). Methodisch steht hierbei die Biblische Archäologie und die historische Topographie im Zentrum seiner Arbeit.

## Aktuelle Forschungsprojekte
- Kulturgeschichte des Gazastreifens
- Herausgeber von „Orte und Landschaften der Bibel Band III: Der Norden“
- Publikation der Ausgrabungen von Diethelm Conrad in Tel Akko (zusammen mit Martin Peilstöcker)
- Mitarbeit an den Grabungen in Jaffa und Mitherausgeber der Publikationen
- Wirtschaftsgeschichte des Alten Testaments

## Schriften (Auswahl)
- Räucherkult und Räuchergeräte. Exegetische und archäologische Studien zum Räucheropfer im Alten Testament (= Orbis biblicus et orientalis. 97). Universitäts-Verlag u. a., Freiburg (Schweiz) u. a. 1990, ISBN 3-7278-0671-0 (Zugleich: Kiel, Universität, Dissertation, 1988/1989).
- Der Tempelkult in Kanaan und Israel. Studien zur Kultgeschichte Palästinas von der Mittelbronzezeit bis zum Untergang Judas (= Forschungen zum Alten Testament. 10). Mohr, Tübingen 1994, ISBN 3-16-146218-1 (Zugleich: Kiel, Universität, Habilitations-Schrift, 1993).
- Die Welt des Alten und Neuen Testaments. Ein Sach- und Arbeitsbuch. Calwer-Verlag, Stuttgart 1997, ISBN 3-7668-3412-6.
- Der salomonische Tempel (= Kulturgeschichte der Antiken Welt. Bd. 83). von Zabern, Mainz 1999, ISBN 3-8053-2466-9 (Nachdruck: Hartmut Spenner, Kamen 2011, ISBN 978-3-89991-115-2).
- Calwer Bibelatlas. Calwer-Verlag, Stuttgart 2000, ISBN 3-7668-3702-8 (3. Auflage. ebenda 2011, ISBN 978-3-7668-3702-8).
- Einführung in die biblische Landes- und Altertumskunde. Wissenschaftliche Buchgesellschaft, Darmstadt 2002, ISBN 3-534-15084-8.
- Frauenalltag im biblischen Israel. Verlag Katholisches Bibelwerk, Stuttgart 2005, ISBN 3-460-25274-X.
- Das Heilige Land. Geschichte und Archäologie (= Beck'sche Reihe 2459 C. H. Beck Wissen) C. H. Beck, München 2009, ISBN 978-3-406-59101-3.
- Studien zur Geschichte Israels (= Stuttgarter Biblische Aufsatzbände 59. Altes Testament) Katholisches Bibelwerk, Stuttgart 2015, ISBN 978-3-460-06591-8.
- mit Michael Tilly: Religionsgeschichte Israels. Von der Vorzeit bis zu den Anfängen des Christentums. Wissenschaftliche Buchgesellschaft, Darmstadt 2011, ISBN 978-3-534-15927-7. (2. Auflage 2015).
- (mit Raz Kletter und Irit Ziffer): Yavneh I. The Excavation of the 'Temple Hill' Repository Pit and the Cult Stands (= Orbis Biblicus et Orientalis.Series Archaeologica 30). Academic Press Fribourg/Vandenhoeck & Ruprecht Göttingen 2010, ISBN 978-3-525-54361-0.
- (mit Raz Kletter und Irit Ziffer): Yavneh II. The 'Temple Hill' Repository Pit  (= Orbis Biblicus et Orientalis.Series Archaeologica 36). Academic Press Fribourg/Vandenhoeck & Ruprecht Göttingen 2015, ISBN 978-3-525-54400-6.
- Settlement History around the Sea of Galilee from the Neolithic to the Persian Period (= Ägypten und Altes Testament 86), Ugarit Verlag, Münster 2017, ISBN 978-3-86835-241-2.
- (Hrsg. mit Juha Pakkala): Kinneret II. Results of the Excavations at Tell el-'Oreme, 1994-2008. Vol. 1: The Bronze Age, Iron Age II, Post-Iron Age Periods, and Other Studies (= Ägypten und Altes Testament 120), Zaphon Verlag Münster 2024, ISBN 978-3-96327-242-4.
- (Herausgeber mit Renate Egger-Wenzel und Michael Ernst): Herders Neuer Bibelatlas. Herder, Freiburg (Breisgau) u. a. 2013, ISBN 978-3-451-32350-8. Überarbeitete Neuausgabe Freiburg (Breisgau) u. a. 2023.